# Woldstedtius melanocnemis
Woldstedtius melanocnemis is een sluipwesp uit de familie van de gewone sluipwespen (Ichneumonidae). De wetenschappelijke naam van de soort werd, als Syrphoctonus melanocnemis, voor het eerst geldig gepubliceerd door Rudolf Bauer in 1981.

## Type
- holotype: "female, 30.VI.1967"
- instituut: ZSM, München, Duitsland
- typelocatie: Duitsland, Nürnberg.